# سنگ‌دیواره
سنگ‌دیواره (به انگلیسی: Wall rock)، صخره‌ای است که دیواره منطقه‌ای را تشکیل می‌دهد که در حال فعالیت زمین‌شناسی است. به عنوان مثال، صخره در امتداد گردنه یک آتشفشان، در لبه توده‌ای که در حال قرار گرفتن است، در امتداد صفحه گسل، پیرامون یک ذخایر معدنی، یا جایی که یک رگه یا دایک در حال قرار گرفتن است.
در آتشفشان‌ها، سنگ‌دیواره اغلب می‌تواند از دیوار جدا شده و در سنگ‌های آتشفشانی فورانی با بیگانه‌سنگ ادغام شود. این سنگ‌های بیگانه برای زمین‌شناسان مهم هستند، زیرا می‌توانند از واحدهای سنگی به وجود بیایند که در غیر این صورت در سطح زمین قرار نمی‌گیرند.